# 八千里路云和月 (电影)

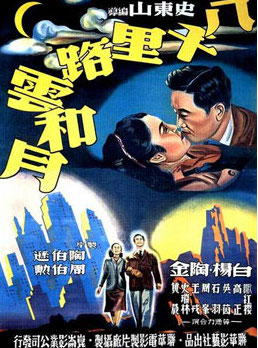
《八千里路云和月》海报

《八千里路云和月》是昆仑影业公司1947年摄制的（黑白）故事片。

## 情节介绍
在全面抗战爆发后，上海掀起了一股爱国热潮，民众积极参与各项工作。江西籍的大学生江玲玉寄居在上海姨母家，她渴望加入上海影剧界组织的演剧队，前往内地开展工作。然而，姨父母对此表示反对，而她的表兄周家荣更是极力劝阻。尽管受到阻碍，江玲玉毅然决定打破束缚，加入了演剧队。沿着京沪线，演剧队一路上向民众宣传抗战，他们是大学生和影剧明星，他们的奋斗精神感动了许多人，激发了大家的爱国热情，纷纷加入抗战行列。到达南京后，演剧队被政府收编，配合军队的工作。在徐州大会战中，演剧队陷入了敌人的包围，形势十分危急。然而，他们并不畏惧，坚持完成演出后才撤退。在这段时间里，江玲玉与同队的年轻音乐家高礼彬相爱。随着战争的发展，演剧队经历了漫长的旅途，最终到达重庆。与此同时，江玲玉的表兄周家荣以投机生意为借口返回了上海，并试图以金钱诱惑江玲玉，但她坚决拒绝了他。
抗战胜利后，江玲玉与高礼彬结婚。周家荣则以国民党的身份返回上海，成为其中的重要人物。江玲玉和高礼彬退伍后乘坐木船回到江西，然而他们惊讶地发现江玲玉的父亲已经去世。无处可归，他们不得不再次寄居在江玲玉的姨母家。与此同时，周家荣借助“接收”一事赚得了一大笔钱，而高礼彬夫妇却陷入贫困之中。为了不受周家荣的嘲讽，他们毅然搬离了周家，得到老友夏光原的帮助，在重庆租下了一间小阁楼。不久后，高礼彬在一所中学找到了教职，成为一名教员。而江玲玉则在她的女友丽莲的介绍下，进入某家报馆担任记者。尽管生活艰辛，但他们依然过得快乐。
然而，平静的生活被打破了。高礼彬长期劳累导致患上了肺病，而江玲玉在怀孕后也身体状况不佳。正是在这个时候，周家荣看到了机会，再次试图引诱江玲玉。然而，江玲玉对他的诱惑毫不动心，坚决拒绝了他的纠缠。周家荣感到失望，只能离开。
一夜间，暴雨倾盆而下。江玲玉在离开报馆回家的路上因为体力不支而晕倒在街头。高礼彬和演剧队的队友们四处搜寻，最终得知江玲玉已经被送往医院。他们赶往医院探望，却得知江玲玉早产，由于长期营养不良，她的身体极度虚弱。医生建议她需要长时间的休养，而不足月的婴儿更需要充足的营养。然而，高礼彬的微薄收入难以养活病弱的妻子和刚出生的孩子。
众人面面相觑，陷入了困境，不知道如何是好。

## 主要角色
- 江玲玉：白杨饰
- 周家荣：高正饰
- 高礼彬：陶金饰

## 其他人员
- 摄像：韩仲良

## 參看
- 电影目录